# Arris
Arris (en arabe : أريس, en berbère : ⴰⵔⵔⵉⵙ) est une commune de la wilaya de Batna en Algérie.  

## Géographie

### Situation
Le territoire de la commune d'Arris est situé au sud-est de la wilaya de Batna.
| Oued Taga      | Oued Taga   | Foum Toub |
| Teniet El Abed | Arris       | Ichmoul   |
| Teniet El Abed | Tighanimine | Ichmoul   |

### Localités de la commune
La commune d'Arris est composée de plus de 15 localités :
Mzata
Taghrout ghassira
Taghrout amor
Bacha
Haqliaath hamellall
Haqluaath mmarris 
Inerkeb
Laarara
Bouzeddah
Sanf 
Chir
Blihoud
Highanimines
- Afra
- Anza Ahmed
- Aourdaddam
- Arris
- Bouyeghiel
- Dechera El Hamra
- Khenguet Zerouala
- Khenguet Zidane
- Laraddam
- Merj Hamed
- Ras Draa
- T'Zaouket
- Tamayoult
- Tibhirine[3]

### Géographie physique
La ville d'Arris se trouve à une altitude de 1100 m dans la haute vallée de l'oued El Abiod, entre le Djebel Zellatou à l'est, le Djebel Ichmoul au nord (col d'Aïn Tinn à 1800 m) et le Djebel El Azreg à l'ouest.

### Géographie humaine
Arris est reliée à Biskra et Batna par la route nationale: RN31, qui passe par le col d'Aïn Tinn; une route secondaire relie Arris à Baali dans la vallée de l'oued Abdi.

## Toponymie
Arris signifie « terres blanches » ou « lionceau » en berbère des Aurès (dialecte chaoui).

## Histoire

### Antiquité
La ville est très ancienne. Arris était un chef-lieu des Gétules (Zénète) Berbères qui se sont soulevés contre Rome. À l'époque, les historiens les appelaient les Maures. Il s'agit d'une population qui était établie dans la région depuis longtemps. On sait maintenant que les Gétules, au départ, étaient concentrés dans l'ancienne Libye et après ils se sont multipliés[évasif]. On trouve deux catégories de populations, les romanisés (citoyens romains) et les non romanisés (rebelle ou maures ou peuple barbares). Les recherches nous révèlent l'importance des inscriptions trouvées à Arris. Ces inscriptions datent d'entre le dernier quart du Ve siècle et le début du deuxième tiers du VIe siècle.
Masties était le chef des Aurès. Dans l'inscription découverte à Arris, il mentionne sa foi chrétienne et se proclame « empereur » des maures et des romains de la région.

### Moyen Âge
L'apparition des Vandales dans la région a été attestée par les historiens, mais Masties s'était libéré de leur domination et le monument érigé par Vartaia rend hommage à la mémoire de feu Masties, « inflexiblement fidèle à l'idée romaine et aux formes du gouvernement impérial », selon Jérôme Carcopino.
Parmi les autres princes et chefs des Aurès, Tacfarinas était une chef rebelle. Cousina était un chef rebelle, il avait une mère romaine au VIe siècle, vers 533 à 563, d'après Corripus. Les deux figures historiques de la région des Aurès au début de la conquête de l'Afrique du Nord par l'islam sont Koceila des Aurébas et la reine des Djerawas, Dihiya, dite: la Kahina.

### Période de la colonisation française
En 1886, est créée la commune mixte de l'Aurès (arrondissement de Batna, département de Constantine), qui a pour chef-lieu Arris.
Arris est donc la résidence de l'administrateur principal, assisté de deux adjoints, d'un secrétaire et de commis (notamment des messagers). Cette commune mixte est divisée en douars, chacun sous la responsabilité d'un « adjoint indigène » (« caïd » à partir de 1919). En 1936, la commune mixte de l'Aurès comporte quatorze douars et un « centre de colonisation » (Foum Toub).
Les ethnologues Thérèse Rivière et Germaine Tillion, qui ont longuement séjourné dans l'Aurès de 1934 à 1940, évoquent Arris dans les années 1930 dans leurs articles et compte-rendu sur l'Aurès : reliée à Batna par une route où circule un autobus régulier, la ville dispose d'un dispensaire et d'une école primaire, mais d'aucun commerce. Elle est reliée à Biskra par une piste carrossable. La brigade de gendarmerie d'Arris est forte de six hommes, pour une population de 60 000 habitants dans l'Aurès.

### Guerre d'Algérie
Un des neuf fondateurs du Front de libération nationale (octobre 1954), Mostefa Ben Boulaïd, est issu d'une famille notable d'Arris. Militant du PPA, puis du MTLD, il est responsable de la zone de l'Aurès d'octobre 1954 à sa mort en mars 1956 ; son successeur immédiat est son frère, Omar Ben Boulaïd. Le 1er novembre 1954, jour de la Toussaint rouge, les insurgés réussissent à isoler Arris pendant plusieurs heures.
Le 28 juin 1956, lors de la réorganisation administrative de l'Algérie par le gouvernement français, Batna devient une préfecture et Arris une sous-préfecture ; plusieurs douars deviennent des communes : Bouzina, Chir, Kimmel, M'chouneche, Menaa, Oulach, Tadjemout et Tighanimine.

### Période de l'Algérie  l'indépendante
Les communes d'Arris et de Tighanimine forment la daïra d'Arris, une des 21 daïras de la wilaya de Batna.

## Démographie

### Évolution démographique depuis 1966
| 1966   | 1977   | 1984   | 1998   | 2008   |
| ------ | ------ | ------ | ------ | ------ |
| 10 699 | 14 996 | 18 000 | 24 607 | 30 207 |

## Vie quotidienne

### Sports
Chaque année, le semi marathon: Chahid Mostefa Benboulaïd se déroule dans la ville. Il est à sa 7e édition en 2009.

## Personnalités
- Mostefa Ben Boulaïd (1917-1956), un des fondateurs du Front de libération nationale, est né à Arris
- Abdelmajid Bourebbou, footballeur né à Arris en 1951.
- Fadila Alfarouk, célèbre écrivaine, d’expression arabophone, née à Arris en 1967.
- Abdel-Kader GUERZA, prefet né à Arris en 1957

### Sources
- Fonds Arris aux Archives nationales d'Outre-Mer (ANOM), Aix-en-Provence